# Centrolenidae
Famille
Les Centrolenidae sont une famille d'amphibiens. Elle a été définie par Edward Harrison Taylor (1889-1978) en 1951. Les espèces de cette famille sont appelées grenouilles de verre.

## Répartition

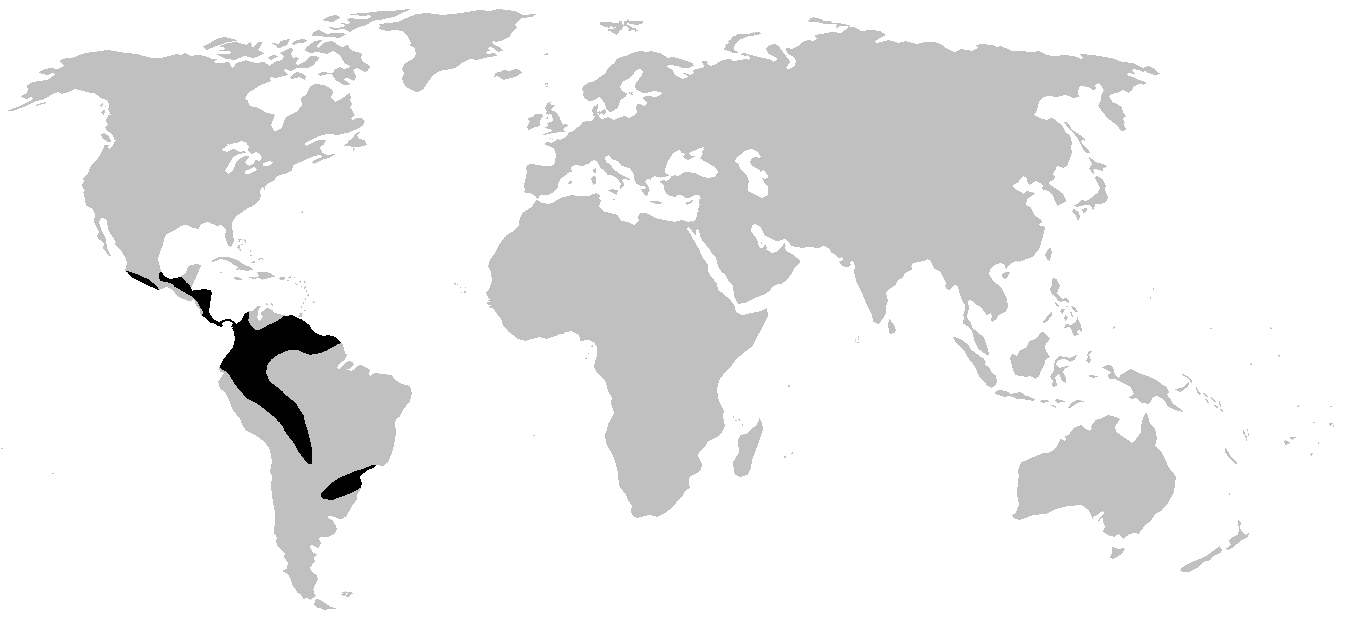
Distribution.

Les 158 espèces recensées dans les douze genres de cette famille se rencontrent en Amérique centrale et en Amérique du Sud.

## Description

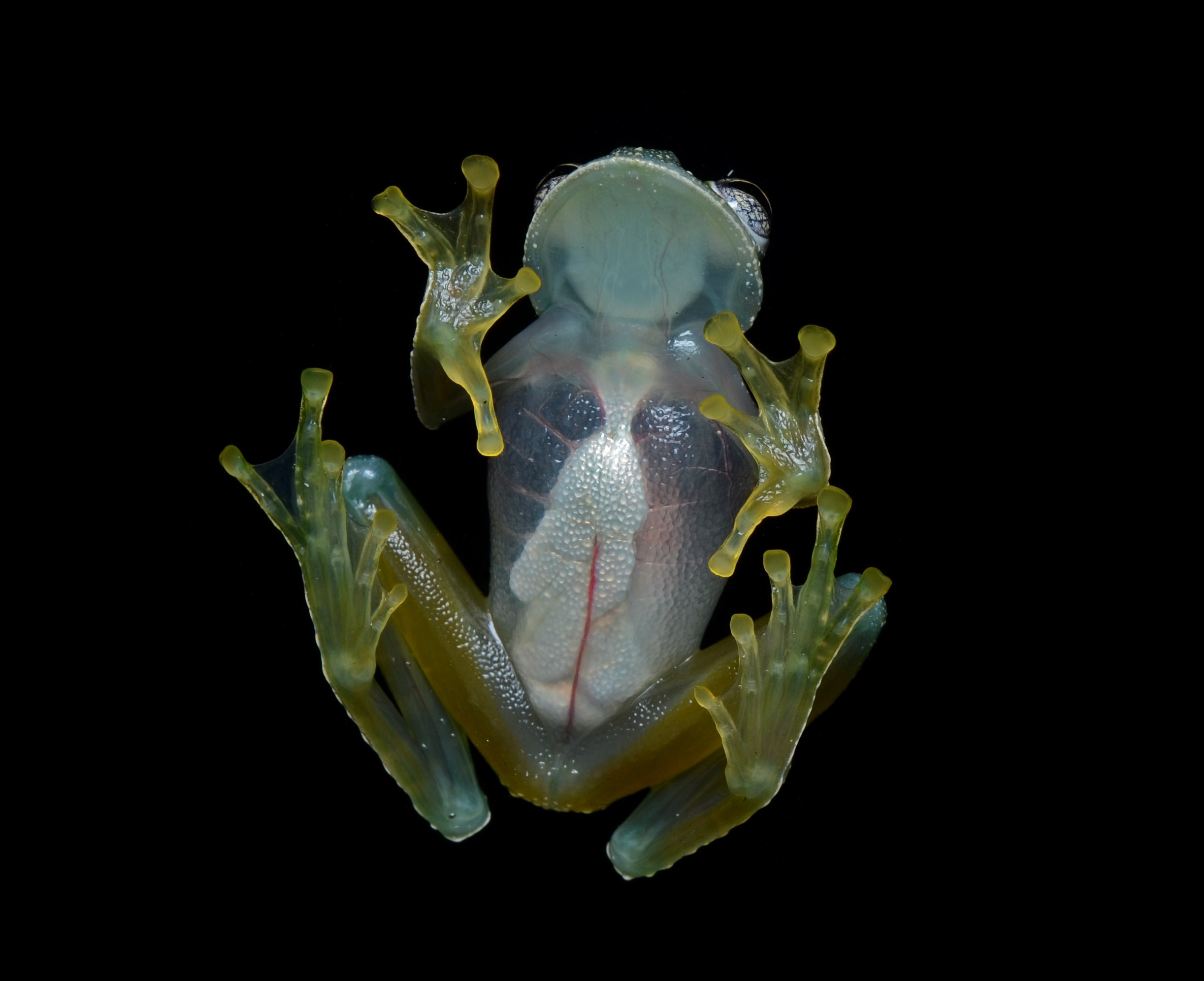
Vue ventrale caractéristique d'une « grenouille de verre » (Cochranella pulverata).

La couleur générale des grenouilles de verre est vert citron. Chez certains membres de cette famille, la peau de l'abdomen est translucide et laisse voir leurs os, leurs intestins et leur cœur, ce qui leur vaut ce nom de « grenouilles de verre ».

### Modulation de la transparence
La luminance reçue des grenouilles change en fonction du support, diminuant la détectabilité et augmentant la survie par rapport aux grenouilles opaques. Ce changement est le plus important pour les pattes arrière, qui entourent le corps au repos et créent une transition diffuse de l'arrière-plan à la luminance de la grenouille plutôt qu'un bord net et saillant. Ce changement passif de luminance, sans modification significative de la teinte, suggère une stratégie de camouflage, le « flou des bords », distincte à la fois de la transparence et du changement de couleur actif.
En 2022, une étude montre que la grenouille de verre Hyalinobatrachium fleischmanni maintient activement des niveaux élevés de transparence pendant son sommeil diurne, transmettant alors de 34 à 61 % plus de lumière que dans toutes les autres conditions. Elle obtient ce résultat en stockant dans son foie 89 % de ses globules rouges, le plasma ne véhiculant plus que des globules rouges clairsemés ; la concentration en globules rouges du plasma revient à la normale au réveil,.

## Liste des genres
Selon Amphibian Species of the World (19 novembre 2016) :
- sous-famille Centroleninae Taylor, 1951
  - genre Centrolene Jiménez de la Espada, 1872
  - genre Chimerella Guayasamin, Castroviejo-Fisher, Trueb, Ayarzagüena, Rada & Vilà, 2009
  - genre Cochranella Taylor, 1951
  - genre Espadarana Guayasamin, Castroviejo-Fisher, Trueb, Ayarzagüena, Rada & Vilà, 2009
  - genre Nymphargus Cisneros-Heredia & McDiarmid, 2007
  - genre Rulyrana Guayasamin, Castroviejo-Fisher, Trueb, Ayarzagüena, Rada & Vilà, 2009
  - genre Sachatamia Guayasamin, Castroviejo-Fisher, Trueb, Ayarzagüena, Rada & Vilà, 2009
  - genre Teratohyla Taylor, 1951
  - genre Vitreorana Guayasamin, Castroviejo-Fisher, Trueb, Ayarzagüena, Rada & Vilà, 2009
  - Incertae Sedis
    - "Centrolene" acanthidiocephalum (Ruiz-Carranza & Lynch, 1989)
    - "Centrolene" azulae (Flores & McDiarmid, 1989)
    - "Centrolene" guanacarum Ruiz-Carranza & Lynch, 1995
    - "Centrolene" medemi (Cochran & Goin, 1970)
    - "Centrolene" petrophilum Ruiz-Carranza & Lynch, 1991
    - "Centrolene" quindianum Ruiz-Carranza & Lynch, 1995
    - "Centrolene" robledoi Ruiz-Carranza & Lynch, 1995
    - "Cochranella" balionota (Duellman, 1981)
    - "Cochranella" duidaeana (Ayarzagüena, 1992)
    - "Cochranella" euhystrix (Cadle & McDiarmid, 1990)
    - "Cochranella" geijskesi (Goin, 1966)
    - "Cochranella" megista (Rivero, 1985)
    - "Cochranella" ramirezi Ruiz-Carranza & Lynch, 1991
    - "Cochranella" riveroi (Ayarzagüena, 1992)
    - "Cochranella" xanthocheridia Ruiz-Carranza & Lynch, 1995
- sous-famille Hyalinobatrachiinae Guayasamin, Castroviejo-Fisher, Trueb, Ayarzagüena, Rada & Vilà, 2009
  - genre Celsiella Guayasamin, Castroviejo-Fisher, Trueb, Ayarzagüena, Rada & Vilà, 2009
  - genre Hyalinobatrachium Ruiz-Carranza & Lynch, 1991
- sous-famille indéterminée
  - genre Ikakogi Guayasamin, Castroviejo-Fisher, Trueb, Ayarzagüena, Rada & Vilà, 2009

## Publication originale
- Taylor, 1951 : Two new genera and a new family of tropical American frogs. Proceedings of the Biological Society of Washington, vol. 64, p. 33-40 (texte intégral).